# Podgora Turkovska
Podgora Turkovska je naselje u Hrvatskoj u sastavu Grada Delnica. Nalazi se u Primorsko-goranskoj županiji.

## Zemljopis
Nalazi se istočno od nacionalnog parka Risnjaka. Jugoistočno su Požar i Kalić, sjeverno je Zakrajc Turkovski, sjeverozapadno je Hrvatsko, sjeveroistočno je Gornji Ložac (Hrvatska) i Grintovec pri Osilnici (Slovenija), istočno su Turke.

## Stanovništvo
| broj stanovnika | 114   | 123   | 101   | 113   | 81    | 109   | 82    | 93    | 71    | 72    | 77    | 56    | 36    | 13    | 10    | 8     | 3     |
|                 | 1857. | 1869. | 1880. | 1890. | 1900. | 1910. | 1921. | 1931. | 1948. | 1953. | 1961. | 1971. | 1981. | 1991. | 2001. | 2011. | 2021. |